# パコック
パコック（ビルマ語：ပခုက္ကူမြို့、[pəkʰoʊkùʔ]） は、ミャンマー・マグウェ地方域にある最大の都市で、同じエーヤワディー川にあるバガンの北東約30キロに位置している。パコック橋はインド・ミャンマー・タイを結ぶ3か国横断道路の一部であり、ミャンマーで最も長い橋である。
ティホ・シン・パゴダ（The Lord of Sri Lanka Pagoda）、シュウェ・クー・パゴダ（Shwe Ku Pagoda）、シュエ・モットー・パゴダ（Shwe Mothtaw Pagoda）、シュウェ・タント・ティット（Shwe Tant Tit）、パウン・タウ・オ・パゴダ（Phaung Taw Oo Pagoda）は、パコックにある有名なパゴダ。

## 交通
パコックはミャンマー中部の戦略的な交通の要衝の位置にあり、人や物資の輸送の重要な拠点となっています。ミャンマーの他の地域と、中国、タイ、インドと複数の交通機関で接続されています。

### 空路
- パコック空港

### 河川
エーヤワディー川が、米、豆、豆類などの農産物、食用油、陶器、竹、チークなどの物資を輸送するための重要な動脈ルートである。パコック港は、ヤンゴン港、マンダレー港に次ぐミャンマーで3番目に大きい港であり、最も重要な港の一つである。パコック港はマグウェ地方域の主要な港である。

### 鉄道
ミャンマー鉄道の一駅であるパコック鉄道駅は、ヤンゴンからミャンマー鉄道の本線の終着駅であり、ピン・ウー・ルウィン（メイミョ）、モンユワ、マンダレー、カレイミョー、Gangawへの支線の起点であり、南はバガン、ミンブー、Thayet、ピイ、Kyanginへの支線の起点である。
パコック駅は、マグウェ地方域の主要な鉄道駅である。